# ポルトガル式歩道

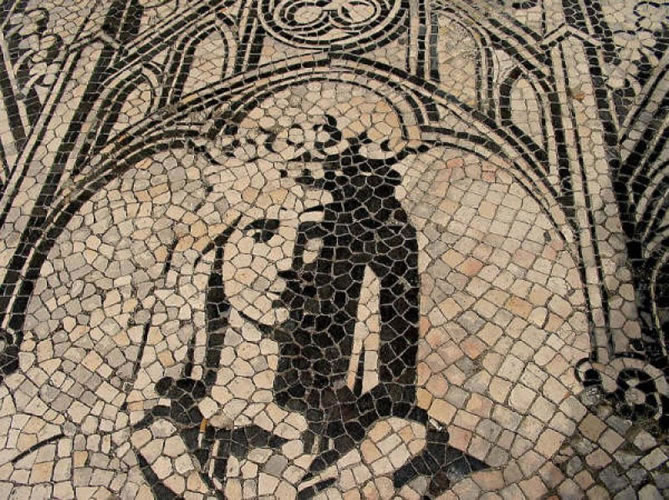
ポルトガルのコインブラにあるポルトガル式歩道

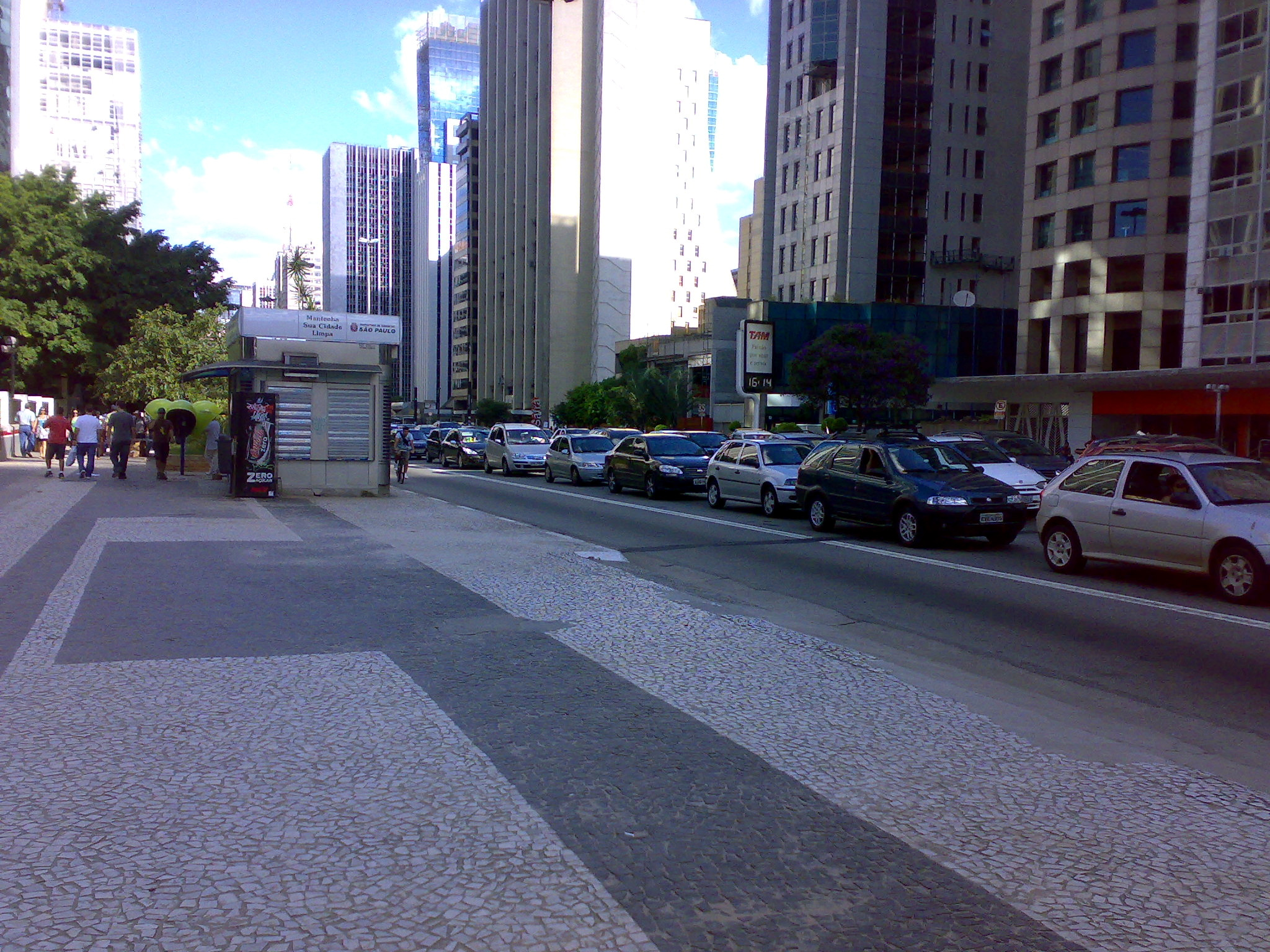
ブラジルのサンパウロにあるポルトガル式歩道

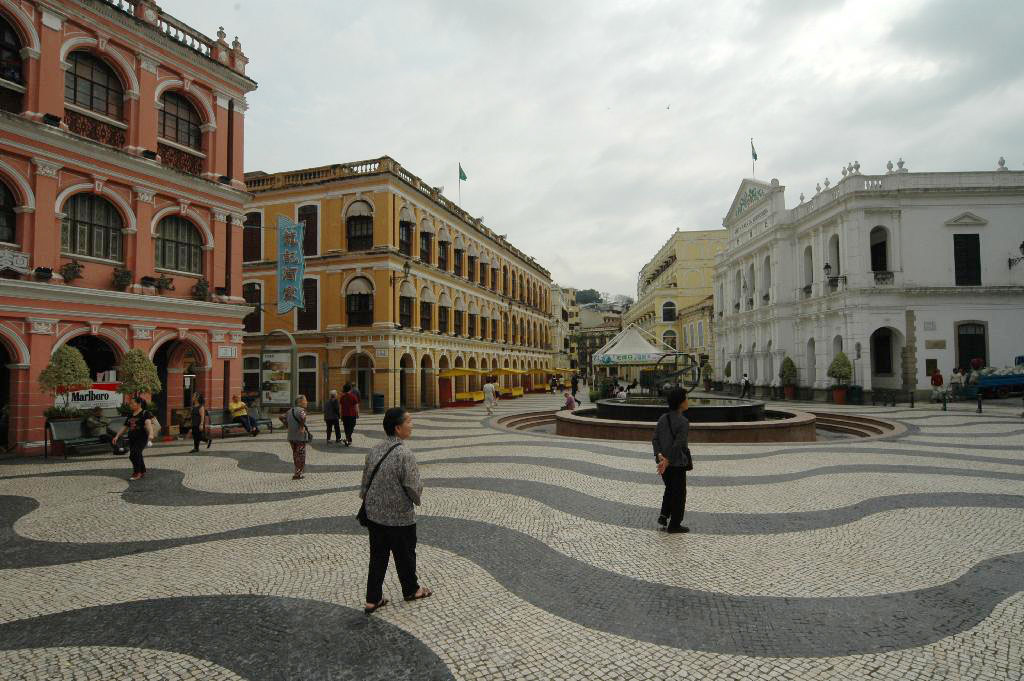
マカオの議事亭前地にあるポルトガル式歩道

ポルトガル式歩道（ポルトガルしきほどう、ポルトガル語：Calçada Portuguesa）は、ポルトガルスタイルの歩道、一つのポルトガル芸術である。大部分の歩道が白い正方形の石を使い、黒い石が混ぜられて作られる模様になっている。ポルトガルはもちもん、ブラジルやマカオなどを含む旧ポルトガル植民地にも残っている。